# Каліакра
43°21′47.99″ пн. ш. 28°27′56.2″ сх. д. / 43.3633306° пн. ш. 28.465611° сх. д.
Мис Каліакра (грец. Καλη Ακρη, болг. ніс Каліакра, тур. Celigra Burun, італ. Capo Calacria, рум. Caliacra) розташований у Болгарії за 12 км на схід від міста Каварна і за 60 км на північний схід від міста Варна, в південно-східній частині Добруджанского плато.
Мис виступає в море приблизно на два кілометри і є природним та археологічним заповідником, що входить до переліку ста найбільших туристичних місць Болгарії.
Затока, що захищається мисом від суворих зимових вітрів, є традиційним місцем притулку від негоди морських суден. Висота скель Каліакри сягає 70 метрів.

## Назва
У середньовічних хроніках трапляються різні назви цього місця: Тіризіс, Тіристіс, Акрі, Акрі Кастелум, Каліакра, Калацекра, Кілагре, Гелар. Сучасна назва Каліакра походить з грецької мови: це поєднання слів «καλη» («красивий або добрий») та «άκρη» («мис») та традиційно перекладається як «Красивий мис».

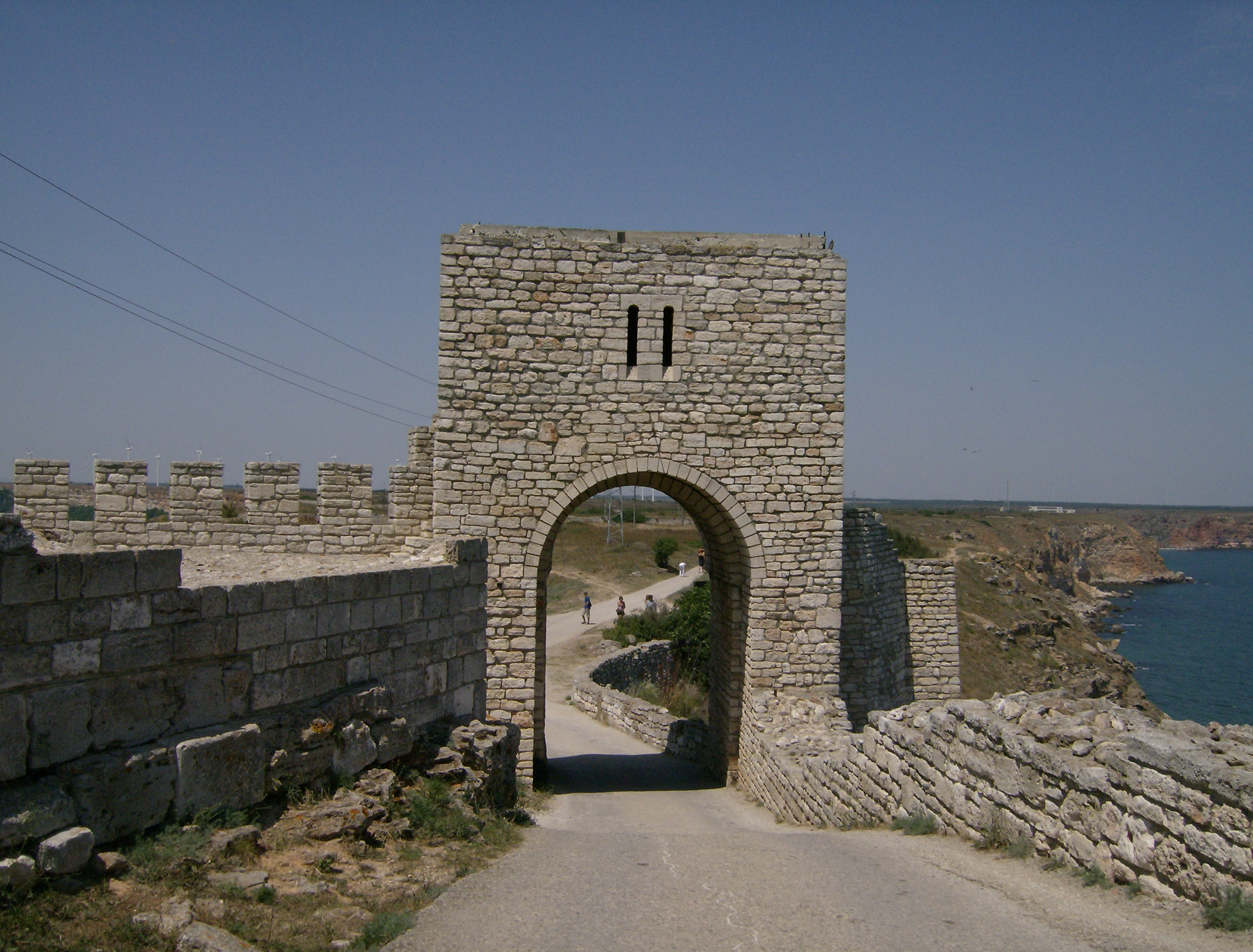
Реконструйована брама середньовічної фортеці Каліакра

## Історія
У першій половині IV століття до н. е. на мисі виникло укріплене поселення тіризів, яке за наступні століття перетворилося на один із значних політико-релігійний центрів цієї області Причорномор'я. Близько середини V століття до н. е. володіння тіризів увійшли до складу Одриського царства.
Під час існування Добруджанского князівства деспот Добротіца переніс столицю з Каварни у фортецю на мисі Каліакра.
11 серпня 1791 під час російсько-турецької війни біля мису відбувалася битва при Каліакрі, в якій російський флот під командуванням контр-адмірала Федора Ушакова розбив турецькі та алжирські кораблі.
Перший сучасний маяк на мисі був побудований 1866 року, зараз на мисі розташований 10-метровий циліндричний маяк, побудований 1901 року.
Уздовж дороги з Каварни до мису встановлено кілька десятків вітрогенераторів.

## Легенди

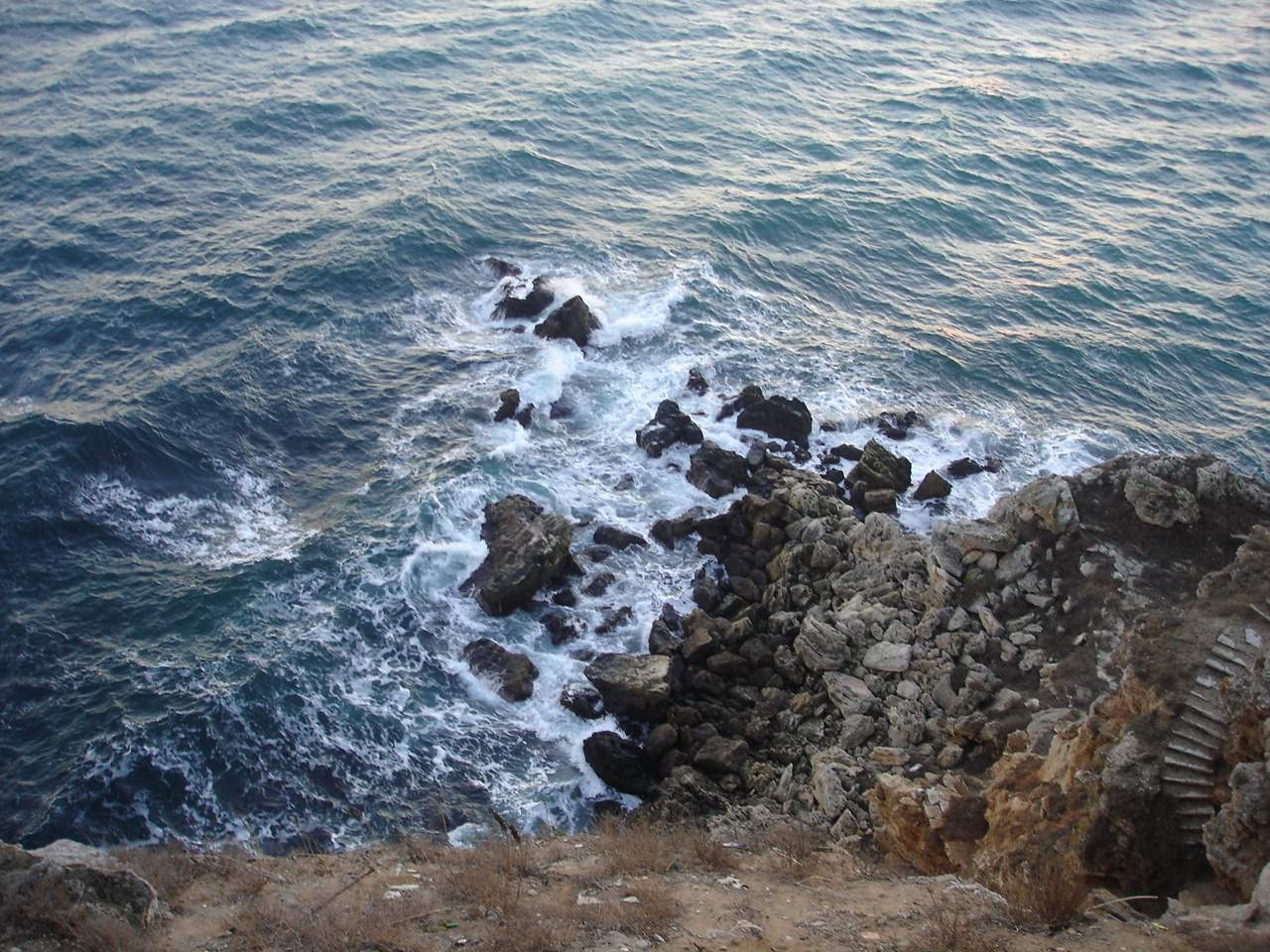
Скелі, на яких (за легендою) загинули болгарські дівчата.

За однією з легенд, коли 323 року до н. е. наступник Олександра Македонського Лісімах захопив усю Тракію, весь його флот з нагарбаними великими скарбами затонув під час бурі якраз біля мису Каліакра.
Найвідоміша легенда про цей мис — легенда про 40 болгарських дівчат, які воліли пов'язати свої коси і кинутися в Чорне море з мису Каліакра, замість потрапити у полон до османів. На згадку про цю легенду при вході в одну з маленьких заток під назвою «Брама 40 Дівчат» споруджено обеліск.

## Фауна
У районі мису Каліакра можна спостерігати дельфінів, бакланів та ластоногих.

## Пам'ять
- Льодовик (англ. Kaliakra Glacier) на острові Смоленськ Південних Шетландських островів Антарктиди названий на честь мису Каліакра.
- На честь мису 1915 року був названий російський ескадрений міноносець «Каліакрія» (з 1926 року — «Дзержинський»), в травні 1942 року загинув від вибуху на радянській міні.